# Stalachtis neomeris
Stalachtis neomeris är en fjärilsart som beskrevs av Doubleday 1847. Stalachtis neomeris ingår i släktet Stalachtis och familjen juvelvingar. Inga underarter finns listade i Catalogue of Life.